# Staehelina dubia
Pennellini (nome scientifico: Staehelina dubia L., 1753 è una specie di pianta angiosperma dicotiledona della famiglia delle Asteraceae.

## Etimologia
Il nome generico (Staehelina) è stato dato in onore di una famiglia svizzera (Staehelin) di botanici del XVIII secolo. L'epiteto specifico si riferisce a qualche particolare non chiaro della pianta.
Il nome scientifico della specie è stato definito da Linneo (1707 –1778), conosciuto anche come Carl von Linné, biologo e scrittore svedese considerato il padre della moderna classificazione scientifica degli organismi viventi, nella pubblicazione "Species Plantarum" (Sp. Pl. 2: 840) del 1753.

## Descrizione

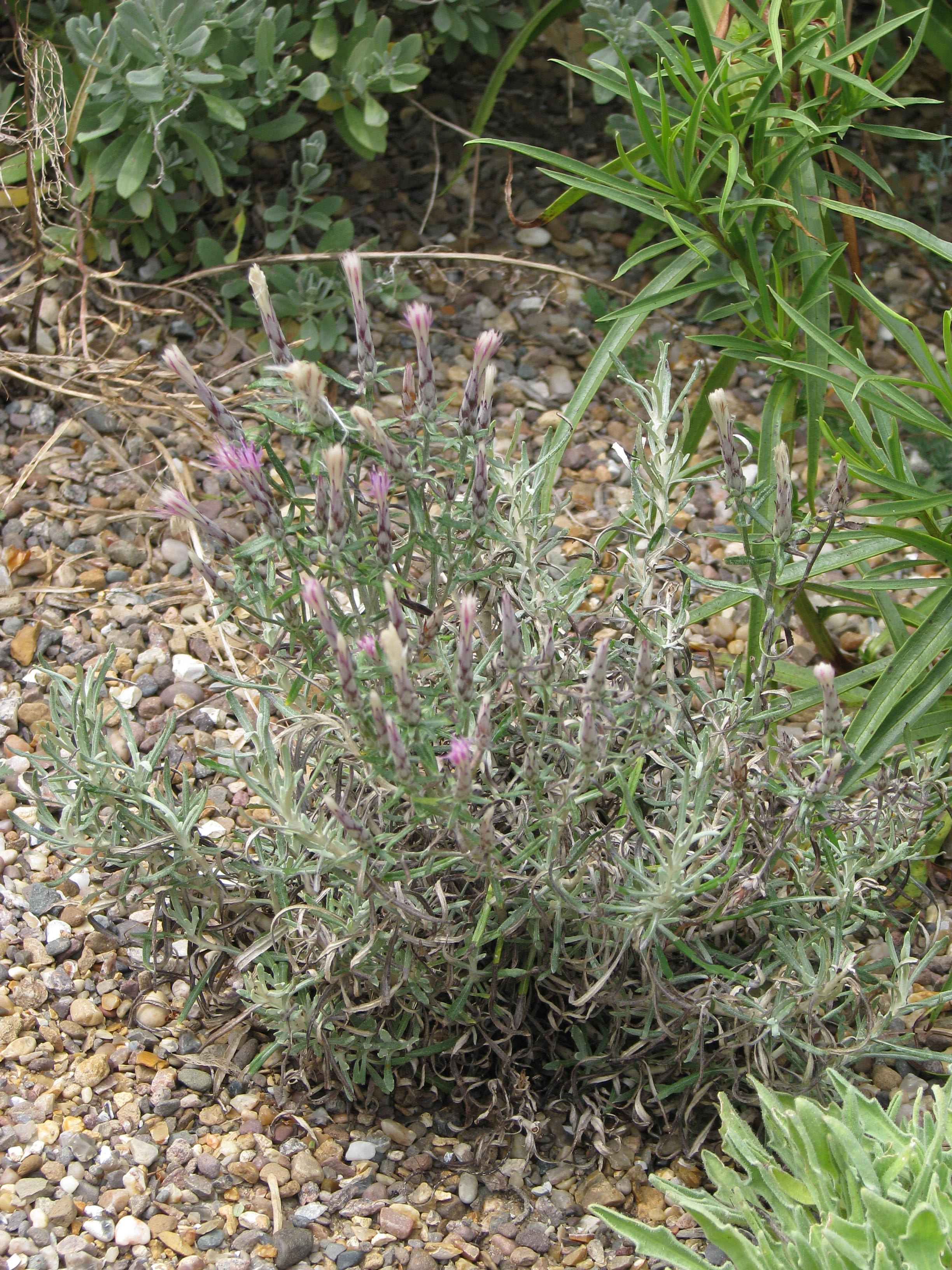
Il portamento

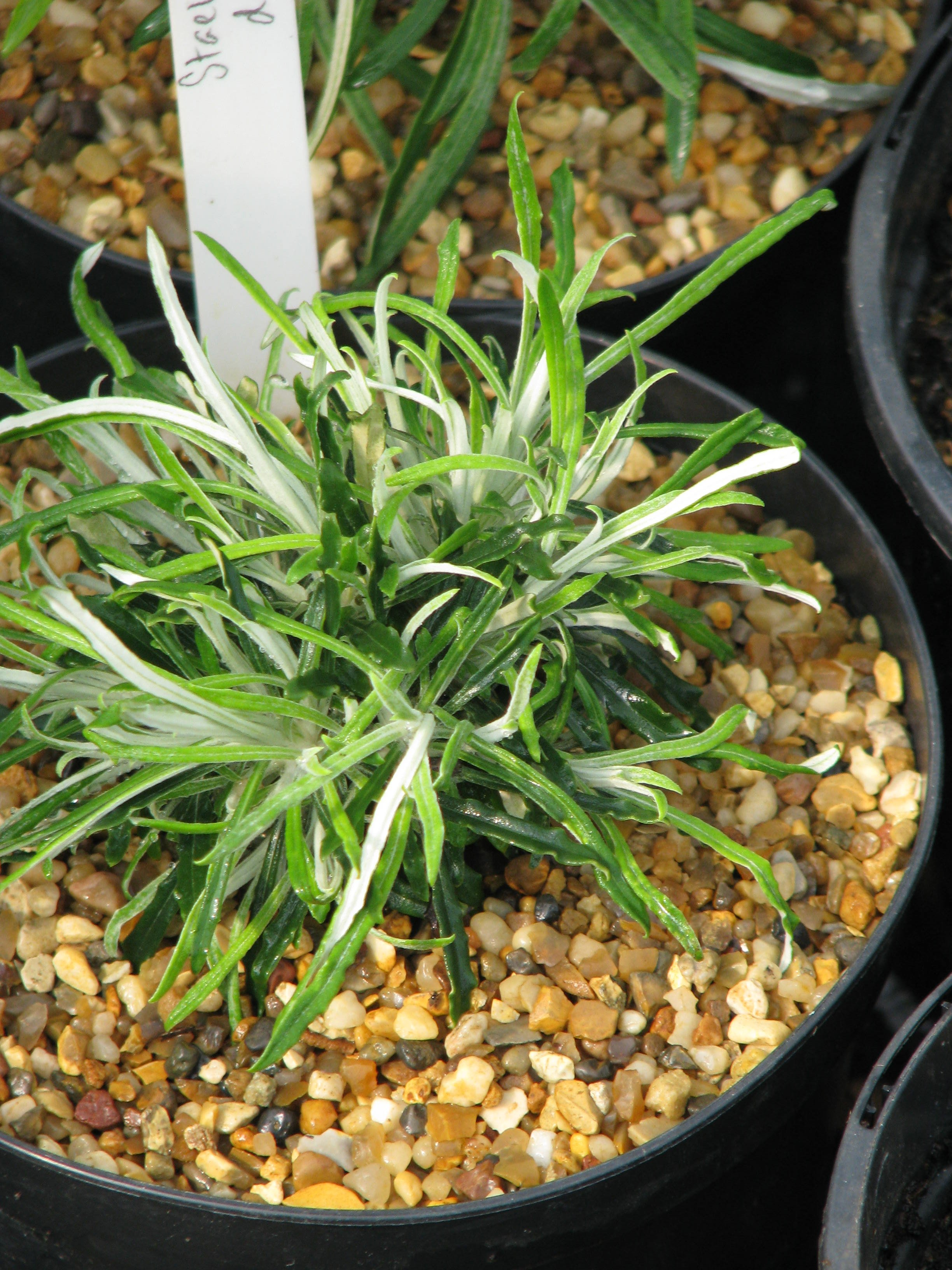
Le foglie

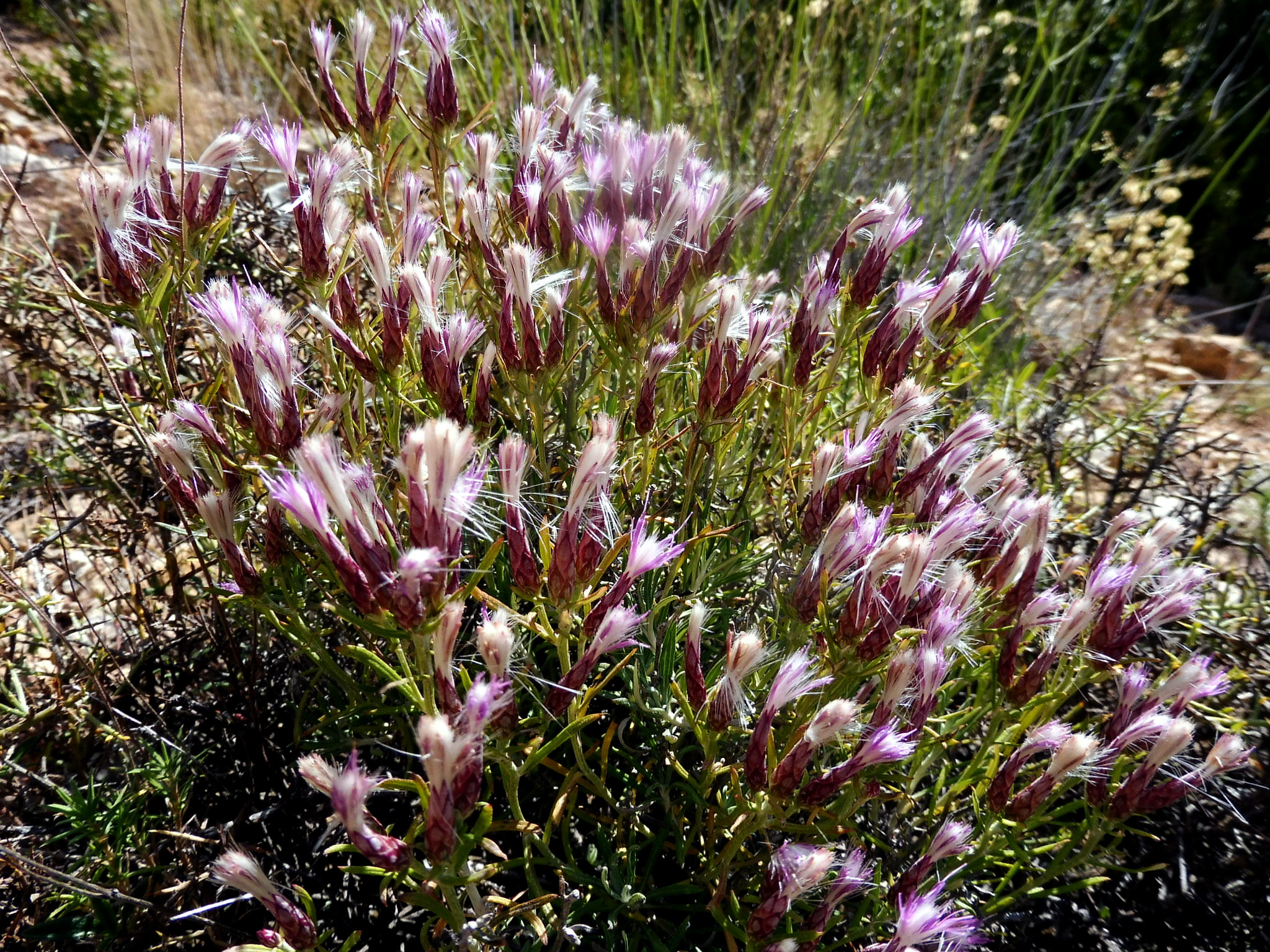
Infiorescenza

La specie di questa voce comprende piante cespugliose non spinose di tipo monocarpico. La forma biologica è camefita fruticosa (Ch frut), sono piante perenni e legnose (hanno un aspetto arbustivo), con gemme svernanti poste ad un'altezza dal suolo. Nelle radici sono sempre presenti dei condotti resinosi, meno frequenti nelle parti aeree; mentre solamente nelle parti aeree sono presenti delle cellule latticifere. I rami possono essere legnosi e all'inizio dello sviluppo sono ricoperti da un tomento grigio. Altezza massima 1 - 3 dm.
Le foglie sono disposte in modo alternato. Hanno delle forme lineari intere o dentate, eventualmente ondulate sui bordi. Sopra sono sempreverdi (verde scuro) con sotto la superficie tomentosa. Dimensione delle foglie: larghezza 2 – 3 mm; lunghezza 25 – 40 mm.
Le infiorescenze sono composte da molti capolini (omogami), solitari (o geminati) in aggregazioni corimbose all'apice dei rami. I capolini contengono solo fiori tubulosi e sono formati da un involucro a forma cilindrica composto da poche brattee (o squame) all'interno delle quali un ricettacolo fa da base ai fiori. Le squame dell'involucro, con forme da ovate (quelle inferiori) a lineri-lesiniformi (quelle superiori), sono acutissime e sono disposte disposte su alcune serie in modo embricato. Il ricettacolo a protezione della base dei fiori è provvisto di ampie, connate basalmente, squame sfrangiate. Dimensione dell'involucro: larghezza 3 – 5 mm; lunghezza 15 – 20 mm. Dimensioni delle brattee inferiori: larghezza 2 mm; lunghezza 4 mm. Dimensioni delle brattee superiori: larghezza 2 mm; lunghezza 20 mm.
I fiori tubulosi sono tetra-ciclici (ossia sono presenti 4 verticilli: calice – corolla – androceo – gineceo) e pentameri (ogni verticillo ha 5 elementi). I fiori in genere sono ermafroditi e actinomorfi.
- Formula fiorale:

- /x K {\displaystyle \infty }, [C (5), A (5)], G 2 (infero), achenio

- Calice: i sepali del calice sono ridotti ad una coroncina di squame.
- Corolla: la corolla ha 5 lobi molto lunghi; il colore è purpureo. Alla fine della fioritura è avvolta da un lungo pappo niveo. Lunghezza della corolla: 22 mm.
- Androceo: gli stami sono 5 con filamenti liberi e glabri, mentre le antere, sericee, provviste di lunghe appendici lacerate, sono saldate in un manicotto (o tubo) circondante lo stilo.[14]
- Gineceo: lo stilo è filiforme; gli stigmi dello stilo sono due. L'ovario è infero uniloculare formato da 2 carpelli.
- Antesi: da maggio a agosto.

Il frutto è un achenio con un pappo. Gli acheni, con superficie glabra o sericea, hanno delle forme lineari-oblunghe con creste poco pronunciate; il colore è bruno. Il pappo formato da setole è inserito su una piastra apicale all'interno di una anello di tessuto parenchimatico. Le setole sono semplici solamente alla base (eventualmente connate), all'apice sono sfrangiate con 3 - 4 peli paralleli e sono lunghe quanto il pappo. Lunghezza dell'achenio: 5 mm.

## Biologia
- Impollinazione: l'impollinazione avviene tramite insetti (impollinazione entomogama tramite farfalle diurne e notturne).
- Riproduzione: la fecondazione avviene fondamentalmente tramite l'impollinazione dei fiori (vedi sopra).
- Dispersione: i semi (gli acheni) cadendo a terra sono successivamente dispersi soprattutto da insetti tipo formiche (disseminazione mirmecoria). In questo tipo di piante avviene anche un altro tipo di dispersione: zoocoria. Infatti le brattee dell'involucro possono agganciarsi ai peli degli animali di passaggio disperdendo così anche su lunghe distanze i semi della pianta.

## Distribuzione e habitat

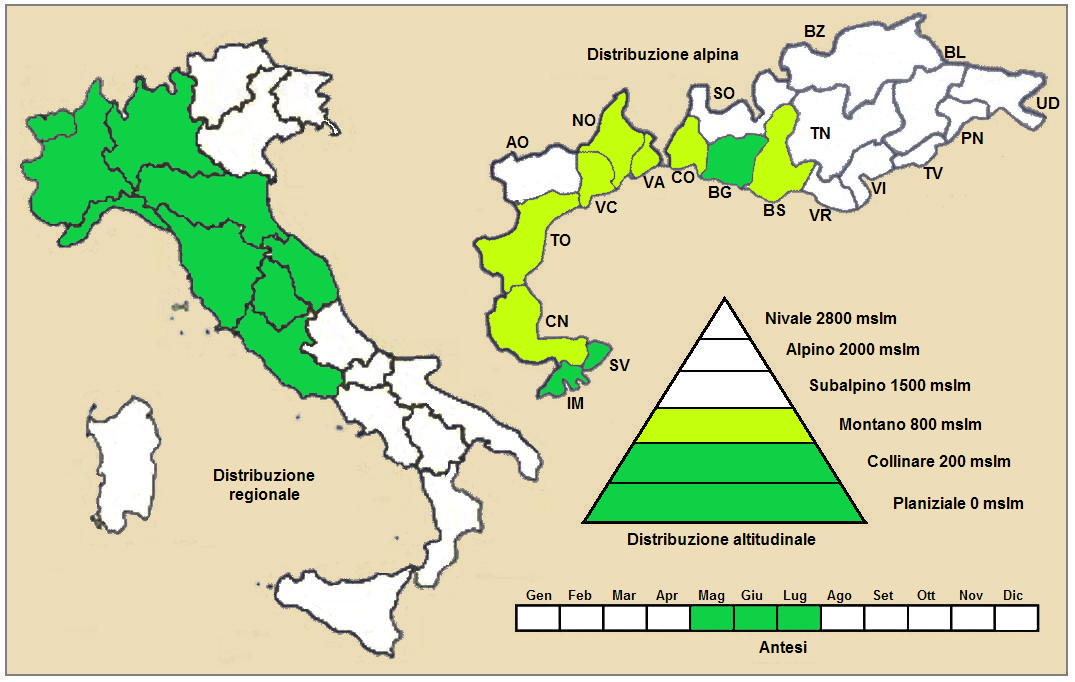
Distribuzione della pianta (Distribuzione regionale – Distribuzione alpina)

- Geoelemento: il tipo corologico (area di origine) è Ovest Mediterraneo.
- Distribuzione: in Italia è una pianta comune e la distribuzione è relativa al Nord e al Centro. Fuori dall'Italia si trova in Francia
- Habitat: l'habitat preferito per queste piante sono i pendii aridi e sassosi, i greti dei fiumi e le garighe. Il substrato preferito è calcareo ma anche calcareo/siliceo con pH neutro, bassi valori nutrizionali del terreno che deve essere arido.
- Distribuzione altitudinale: sui rilievi, in Italia, queste piante si possono trovare fino a 700 m s.l.m.. Nelle Alpi frequentano quindi i seguenti piani vegetazionali: collinare e in parte quello montano (oltre a quello planiziale).

### Fitosociologia

#### Arale alpino
Dal punto di vista fitosociologico alpino Staehelina dubia appartiene alla seguente comunità vegetale:
Formazione: comunità delle lande di arbusti nani e delle torbiere
Classe: Rosmarinetea

#### Areale italiano
Per l'areale completo italiano Staehelina dubia appartiene alla seguente comunità vegetale:
Macrotipologia: vegetazione arbustiva
Classe: Rosmarinetea officinalis Rivas-Martínez, T.E. Diáz, F.Prieto, Loidi & Penas, 2002
Ordine: Rosmarinetalia officinalis Br.-Bl. ex Molinier, 1934
Alleanza: Rosmarinion officinalis Br.-Bl. ex Molinier, 1934
Descrizione. L'alleanza Rosmarinion officinalis è relativa alle comunità che si sviluppano sulle coste rocciose con pareti a picco, alte e continue del Mediterraneo occidentale. L’alleanza include comunità di gariga, dominate da camefite e nanofanerofite.
Specie presenti nell'associazione: Rosmarinus officinalis, Erica multiflora, Argyrolobium zanonii, Fumana ericoides, Fumana thymifolia, Cistus salviifolius, Cistus monspeliensis, Thymus capitatus, Cistus albidus, Coris monspeliensis, Genista pilosa, Pinus halepensis, Staehelina dubia e Stipa juncea

## Tassonomia
La famiglia di appartenenza di questa voce (Asteraceae o Compositae, nomen conservandum) probabilmente originaria del Sud America, è la più numerosa del mondo vegetale, comprende oltre 23.000 specie distribuite su 1.535 generi, oppure 22.750 specie e 1.530 generi secondo altre fonti (una delle checklist più aggiornata elenca fino a 1.679 generi). La famiglia attualmente (2021) è divisa in 16 sottofamiglie.
La tribù Cardueae (della sottofamiglia Carduoideae) a sua volta è suddivisa in 12 sottotribù (la sottotribù Staehelininae è una di queste).

### Filogenesi
Il genere di questa voce in precedenti trattamenti era definita incertae sedis. La storia di questo gruppo è abbastanza complicata. Autori più antichi lo hanno descritto all'interno delle Carduinae o delle Mutisieae o Gochnatieae. Solamente ultimamente usando il sequenziamento di nuova generazione, si è avuta la conferma che Staehelina appartiene alle Cardueae e costituisce una sottotribù monotipica Staehelininae con affinità alla sottotribù Xerantheminae.
Di seguito sono indicati alcuni caratteri distintivi per il genere (e quindi per le sue specie):
- l'habitus è nano-arbustivo ossia è formato da piccoli cespugli;
- le foglie sono disposte in modo alterno, sono intere, coriaceo-sempreverdi e spesso con superfici tomentose;
- i capolini (omogami) sono numerosi con forme cilindriche;
- i fiori per capolino sono pochi, tutti tubulosi ed ermafroditi;
- le brattee involucrali hanno forme ovato-lanceolate senza bordi lacerati e scuri;
- il ricettacolo e formato da corte squame scariose e frangiate;
- le code delle antere sono fortemente lacerate e i filamenti degli stami sono glabri;
- i rami dello stilo sono corti e coerenti;
- gli acheni, oblunghi con creste poco pronunciate, hanno delle superfici sericee, glabre con un minuto anello apicale;
- il pappo è uniseriato con setole basali lisce e all'apice sfrangiate in 3 - 4 peli paralleli.

Il cladogramma seguente, tratto dallo studio citato e semplificato, mostra una possibile configurazione filogenetica del gruppo e quindi della posizione della specie di questa voce.(vedere nota del paragrafo seguente).
|  | Staehelina petiolata                                                    |
|  |                                                                         |
|  | \| \| Staehelina baetica \| \| \| \| \| \| Staehelina dubia \| \| \| \| |
|  |                                                                         |
|  | Staehelina baetica                                                      |
|  |                                                                         |
|  | Staehelina dubia                                                        |
|  |                                                                         |

|  | Staehelina baetica |
|  |                    |
|  | Staehelina dubia   |
|  |                    |

|  | Staehelina petiolata                                                    |
|  |                                                                         |
|  | \| \| Staehelina baetica \| \| \| \| \| \| Staehelina dubia \| \| \| \| |
|  |                                                                         |
|  | Staehelina baetica                                                      |
|  |                                                                         |
|  | Staehelina dubia                                                        |
|  |                                                                         |

|  | Staehelina baetica |
|  |                    |
|  | Staehelina dubia   |
|  |                    |

Staehelina ha una età di divergenza relativamente recente tra i 8 e i 6,5 milioni di anni.
Il numero cromosomico della specie è: 2n = 30.

### Sinonimi
Sono elencati alcuni sinonimi per questa entità:
- Roccardia purpurea Raf.
- Serratula conica  Lam.
- Serratula dubia  Brot.
- Serratula rosmarinifolia  Nyman
- Staehelina rosmarinifolia  Cass.
- Staehelina tenuifolia  C.Presl